# عایشه حلبی
عایشه حلبی همچنین شهرت‌یافته به ابنة ابن العجمی (۱۴۰۰-۱۴۹۴) (نسب: عایشه بنت محمد بن احمد بن عمر بن محمد) بانوی محدث شامی در سدهٔ نهم قمری بود. شاگردان بسیاری داشت و شمس‌الدین سخاوی در حلب از او حدیث فرا گرفت. پیش از آغاز سدهٔ نهم قمری درگذشت.